# Dvorana Pecara
Die Dvorana Pecara ist Heimspielstätte des bosnisch-herzegowinischen Basketballvereins
HKK Široki Brijeg.
Das Basketballstadion bietet bei Basketballspielen 4.500 Zuschauern Platz. Sie wird bei Basketballspielen der Heimmannschaft zwei Stunden vor Spielbeginn für die Zuschauer geöffnet. Zudem wird sie auch für andere Sportarten genutzt. Es können auch Veranstaltungen jeglicher Art abgehalten werden, wie zum Beispiel Musikkonzerte. Für diesen Zweck wird das Basketballstadion vermietet. 